# 中島盛直 (孫兵衛)
中島 盛直（なかじま もりなお）は、江戸時代初期の旗本。

## 略歴
中島盛昌の長男として誕生。寛永12年（1635年）に大番に列し家督を継ぐ。その後臨時の材木石奉行に就き、明暦3年（1657年）時服2領と黄金2枚を賜る。寛文2年（1662年）正式に材木石奉行に就任し、万治2年（1659年）時服3領と黄金3枚を賜る。延宝3年（1675年）死去。享年65。
子がおらず、山中常義の次男の盛忠が養子となって家督を継いだ。

## 系譜
- 父：中島盛昌
- 母：岡谷左馬之助の娘
- 正室：山田三郎兵衛の娘
- 養子：中島盛忠 - 山中常義の次男